# Петров, Валентин Петрович
Валенти́н Петро́вич Петро́в (род. 1938, Ленинград) — российский геолог, доктор геолого-минералогических наук (1995), заслуженный деятель науки РФ (с 1999).

## Биография
В 1961 году окончил геологический факультет ЛГУ. Является специалистом в области геологии, петрологии, а также металлогении метаморфических комплексов докембрия. С 1997 работает в Кольском научном центре РАН (в Геологическом институте), в городе Апатиты.
Автор более 200 научных работ, 9 монографий. Профессор Кольского филиала Петрозаводского государственного университета, заведующий кафедрой североведения (с 2003). Действительный член РАЕН.

## Награды
- Орден «Знак Почета» (1980)
- Медаль имени П. Л. Капицы РАЕН (1988)
- Орден Дружбы (2006)